# Lloyds TSB
Lloyds TSB este o bancă din Marea Britanie, cu sediul în Londra.
Având peste 66.800 de angajați, profitul băncii a fost de 2,9 miliarde lire sterline în anul 2006.
În decembrie 2008, Lloyds TSB a preluat băncile HBOS, Halifax și Bank of Scotland, ajungând astfel să dețină un procent de 28% din piața ipotecară din Marea Britanie.
În ianuarie 2009, Lloyds TSB a fost amendată de justiția Statelor Unite cu suma de 350 milioane dolari pentru că au falsificat documente pentru a încălca embargoul impus de Statele Unite și a acordat agenților economici din Libia, Sudan și Iran posibilitatea de a face tranzacții cu firme din SUA.
În martie 2009, guvernul britanic a decis să salveze banca Lloyds prin naționalizare. Pachetul pe care statul urmează să îl controleze este de 65% din acțiuni, în schimbul asigurării unor active în valoare de 260 de miliarde de lire sterline, adică aproximativ 370 de miliarde de dolari.